# Lissochlora jocularia
Lissochlora jocularia är en fjärilsart som beskrevs av Paul Dognin 1923. Lissochlora jocularia ingår i släktet Lissochlora och familjen mätare. Inga underarter finns listade i Catalogue of Life.